# Albert Ketèlbey
Albert William Ketèlbey (9. srpna 1875 – 26. listopadu 1959) byl anglický hudební skladatel, dirigent a klavírista. Narodil se v birminghamské čtvrti Aston a v roce 1889 odešel do Londýna, kde zahájil studium na Trinity College of Music. Následně se stal hudebním ředitelem londýnského Vaudeville Theatre. Později psal aranžmá skladeb pro menší orchestry a nakonec i svá vlastní díla. V desátých letech skládal například hudbu pro němé filmy. Kromě orchestrální tvorby skládal také hudbu pro sólové nástroje a psal i písně. Zemřel na selhání srdce a ledvin ve svém domě ve městě Cowes na ostrově Wight ve věku 84 let.

## Dílo
Mezi nejznámějším skladby patří Na perském trhu (1920)